# 231. strelska divizija (ZSSR)
231. strelska divizija (izvirno rusko 231. стрелковая дивизия; kratica 231. SD) je bila strelska divizija Rdeče armade v času druge svetovne vojne.

## Zgodovina
Divizija je bila ustanovljena leta 1941 v Kunguru in deaktivirana novembra istega leta. Pozneje so jo ponovno ustanovili.